# Miejski Zakład Komunikacji w Słupsku
„Miejski Zakład Komunikacji” Spółka z ograniczoną odpowiedzialnością z siedzibą w Słupsku – spółka będąca operatorem miejskiego transportu publicznego w Słupsku. Przedsiębiorstwo powstało 1 marca 2001 r. w wyniku przekształcenia zakładu budżetowego, jego siedziba znajduje się przy ulicy Bitwy Warszawskiej 1 w Słupsku. Zajezdnia autobusowa zlokalizowana jest w Kobylnicy, przy ul. Jolanty Szczypińskiej 36.
W 2018 r. MZK Słupsk obsługiwał 14 linii autobusowych miejskich o całkowitej długości 149 km, 3 podmiejskie o całkowitej długości 38 km i jedną nocną o długości 14 km.
W latach 1991–1999 MZK Słupsk był także operatorem słupskiego systemu trolejbusowego.

## Tabor
Według stanu na dzień 8 marca 2024 r., do realizacji przewozów w komunikacji miejskiej jej jedyny operator – MZK Sp. z o.o. w Słupsku – wykorzystuje 60 autobusów - w 100% niskopodłogowych.
Wszystkie pojazdy wyposażone zostały w silniki spalinowe, w tym 38 pojazdów zasilane są olejem napędowym, w 14 zastosowano silniki zasilane CNG (26%), pozostałe osiem to pojazdy elektryczne (BEV).
W strukturze taboru dominują autobusy standardowe (klasy maxi), które stanowiły 53 pojazdy, a pozostałe 7 to autobusy przegubowe (klasy MEGA)
3 sierpnia 2023 na ulice Słupska wyjechały pierwsze w historii autobusy elektryczne – marki Scania. Łącznie zakupiono ich 8 sztuk.
| Numer taborowy | Rok Produkcji | Klasa | Nazwa                                | Paliwo |
| -------------- | ------------- | ----- | ------------------------------------ | ------ |
| 3007           | 2006          | MAXI  | Scania CL94UB 4x2 LB OmniLink        | Diesel |
| 3008           | 2006          | MAXI  | Scania CL94UB 4x2 LB OmniLink        | Diesel |
| 3009           | 2006          | MAXI  | Scania CL94UB 4x2 LB OmniLink        | Diesel |
| 3010           | 2006          | MAXI  | Scania CL94UB 4x2 LB OmniLink        | Diesel |
| 3038           | 2010          | MAXI  | Scania CN280UB 4x2 EB OmniCity       | Diesel |
| 3039           | 2010          | MAXI  | Scania CN280UB 4x2 EB OmniCity       | Diesel |
| 3040           | 2010          | MAXI  | Scania CN280UB 4x2 EB OmniCity       | Diesel |
| 3041           | 2010          | MAXI  | Scania CN280UB 4x2 EB OmniCity       | Diesel |
| 3042           | 2010          | MAXI  | Scania CN280UB 4x2 EB OmniCity       | Diesel |
| 3043           | 2010          | MAXI  | Scania CN280UB 4x2 EB OmniCity       | Diesel |
| 3044           | 2010          | MAXI  | Scania CN280UB 4x2 EB OmniCity       | Diesel |
| 3045           | 2011          | MAXI  | Scania CN310UB 4x2 EB CNG OmniCity   | CNG    |
| 3046           | 2011          | MAXI  | Scania CN310UB 4x2 EB CNG OmniCity   | CNG    |
| 3047           | 2011          | MAXI  | Scania CN310UB 4x2 EB CNG OmniCity   | CNG    |
| 3048           | 2011          | MAXI  | Scania CN310UB 4x2 EB CNG OmniCity   | CNG    |
| 3049           | 2011          | MAXI  | Scania CN310UB 4x2 EB CNG OmniCity   | CNG    |
| 3053           | 2015          | MAXI  | Scania CN280UB 4x2 EB CNG Citywide   | CNG    |
| 3054           | 2015          | MAXI  | Scania CN280UB 4x2 EB CNG Citywide   | CNG    |
| 3055           | 2015          | MAXI  | Scania CN280UB 4x2 EB CNG Citywide   | CNG    |
| 3056           | 2015          | MAXI  | Scania CN280UB 4x2 EB CNG Citywide   | CNG    |
| 3057           | 2015          | MAXI  | Scania CN280UB 4x2 EB CNG Citywide   | CNG    |
| 3058           | 2015          | MAXI  | Scania CN280UB 4x2 EB Citywide       | Diesel |
| 3060           | 2015          | MAXI  | Scania CN280UB 4x2 EB Citywide       | Diesel |
| 3061           | 2015          | MAXI  | Scania CN280UB 4x2 EB Citywide       | Diesel |
| 3062           | 2015          | MAXI  | Scania CN280UB 4x2 EB Citywide       | Diesel |
| 3063           | 2015          | MAXI  | Scania CN280UB 4x2 EB Citywide       | Diesel |
| 3064           | 2015          | MAXI  | Scania CN280UB 4x2 EB Citywide       | Diesel |
| 3065           | 2015          | MAXI  | Scania CN280UB 4x2 EB Citywide       | Diesel |
| 3066           | 2015          | MAXI  | Scania CN280UB 4x2 EB Citywide       | Diesel |
| 3067           | 2015          | MAXI  | Scania CN280UB 4x2 EB Citywide       | Diesel |
| 3068           | 2016          | MAXI  | Scania CN280UB 4x2 EB Citywide       | Diesel |
| 3069           | 2017          | MAXI  | Scania CN280UB 4x2 EB Citywide       | Diesel |
| 3070           | 2017          | MAXI  | Scania CN280UB 4x2 EB Citywide       | Diesel |
| 3071           | 2017          | MAXI  | Scania CN280UB 4x2 EB Citywide       | Diesel |
| 3072           | 2017          | MAXI  | Scania CN280UB 4x2 EB Citywide       | Diesel |
| 3073           | 2018          | MAXI  | Scania CN280UB 4x2 EB Citywide       | Diesel |
| 3074           | 2018          | MAXI  | Scania CN280UB 4x2 EB Citywide       | Diesel |
| 3075           | 2018          | MAXI  | Scania CN280UB 4x2 EB Citywide       | Diesel |
| 3076           | 2018          | MAXI  | Scania CN280UB 4x2 EB Citywide       | Diesel |
| 3077           | 2018          | MAXI  | Scania CN280UB 4x2 EB Citywide       | Diesel |
| 3078           | 2021          | MAXI  | Scania CN280UB 4x2 EB Citywide       | Diesel |
| 3079           | 2021          | MAXI  | Scania CN280UB 4x2 EB Citywide       | Diesel |
| 3080           | 2021          | MAXI  | Scania CN280UB 4x2 EB Citywide       | Diesel |
| 3081           | 2021          | MAXI  | Scania CN280UB 4x2 EB Citywide       | Diesel |
| 3082           | 2021          | MAXI  | Scania CN280UB 4x2 EB Citywide       | Diesel |
| 3101           | 2023          | MAXI  | Scania CLF C245E B4x2EI BEV Citywide | BEV    |
| 3102           | 2023          | MAXI  | Scania CLF C245E B4x2EI BEV Citywide | BEV    |
| 3103           | 2023          | MAXI  | Scania CLF C245E B4x2EI BEV Citywide | BEV    |
| 3104           | 2023          | MAXI  | Scania CLF C245E B4x2EI BEV Citywide | BEV    |
| 3105           | 2023          | MAXI  | Scania CLF C245E B4x2EI BEV Citywide | BEV    |
| 3106           | 2023          | MAXI  | Scania CLF C245E B4x2EI BEV Citywide | BEV    |
| 3107           | 2023          | MAXI  | Scania CLF C245E B4x2EI BEV Citywide | BEV    |
| 3108           | 2023          | MAXI  | Scania CLF C245E B4x2EI BEV Citywide | BEV    |
| 3211           | 2006          | MEGA  | Irisbus Citelis PU09D 18M CNG        | CNG    |
| 3212           | 2006          | MEGA  | Irisbus Citelis PU09D 18M CNG        | CNG    |
| 3213           | 2006          | MEGA  | Irisbus Citelis PU09D 18M CNG        | CNG    |
| 3214           | 2006          | MEGA  | Irisbus Citelis PU09D 18M CNG        | CNG    |
| 3221           | 2015          | MEGA  | Scania CN320UA 6x2/2 EB Citywide     | Diesel |
| 3222           | 2015          | MEGA  | Scania CN320UA 6x2/2 EB Citywide     | Diesel |
| 3223           | 2015          | MEGA  | Scania CN320UA 6x2/2 EB Citywide     | Diesel |

CNG - sprężony gaz ziemny
BEV - Battery electric vehicle

## Przewozy
MZK Sp. z o.o. w Słupsku realizuje przewozy na obszarze Słupska oraz na terenie okolicznych gmin, z którymi miasto Słupsk podpisało porozumienia. Ich organizatorem jest Zarząd Infrastruktury Miejskiej w Słupsku.
Według stanu na dzień 31 grudnia 2018 r., sieć transportu publicznego organizowanego przez miasto Słupsk tworzyło 19 linii autobusowych, oznaczonych numerami: 1,2, 3, 4, 5, 6, 7, 8, 9, 10, 13, 14, 15, 16, 17, 18, 19, 21 i 25, funkcjonujących na obszarze miasta Słupska oraz na obszarze gmin wiejskich: Kobylnica i Słupsk. Z wyjątkiem linii 8 i 13, wszystkie te linie były połączeniami całorocznymi.
Według stanu na 31 grudnia 2018 r., długość tras autobusowych słupskiej komunikacji miejskiej wynosiła 95,7 km. Przeciętna prędkość eksploatacyjna w komunikacji autobusowej wynosiła 16 km/h, a przeciętna prędkość komunikacyjna – 24 km/h.

## Władze
Stan z października 2023 r.

### Zarząd
- Prezes zarządu: Anna Szabłowińska

### Rada nadzorcza
- Przewodniczący: Ireneusz Zagrodzki
- Członkowie: Marcin Dadel, Wojciech Mądry